# زیمتوت
زیمتوت (به لاتین: Zimtut) یک منطقهٔ مسکونی در تاجیکستان است که در ولایت سغد واقع شده‌است.